# Dixième lycée de Belgrade
Le Dixième lycée (en serbe cyrillique : Десета гимназија ; en serbe latin : Deseta gimnazija) est un établissement scolaire situé à Belgrade, la capitale de la Serbie, dans la municipalité urbaine de Novi Beograd et dans le Blok 21. Créé en 1933, il est dédié au physicien serbe Mihajlo Pupin.

## Anciens élèves
Parmi les anciens élèves du Dixième lycée figurent les acteurs et actrices Vesna Trivalić, Branka Katić, Dragan Zarić et Merima Isaković, des joueurs et joueuses de basket-ball comme Aleksandar Đorđević, Miroslav Berić, Predrag Drobnjak, Natalija Bacanović et Biljana Marković, le joueur de tir à l'arc Branko Čolak, le rameur Predrag Jovanović, les joueurs de water-polo Aleksandar Šoštar, Igor Milanović et Goran Rađenović ou encore le footballeur Momčilo Vukotić.
Ont également suivi les cours du lycée le journaliste Aleksandar Tijanić, le professeur de philologie Aleksandar Jerkov et les écrivains Aleksandar Gatalica et Slobodan Radovanović.